# Liste der Naturdenkmale in Bernsdorf (Oberlausitz)
Die Liste der Naturdenkmale in Bernsdorf (Oberlausitz) nennt die Naturdenkmale in Bernsdorf im sächsischen Landkreis Bautzen.

## Definition
„Naturdenkmäler sind rechtsverbindlich festgesetzte Einzelschöpfungen der Natur oder entsprechende Flächen bis zu fünf Hektar, deren besonderer Schutz erforderlich ist
1. aus wissenschaftlichen, naturgeschichtlichen oder landeskundlichen Gründen oder
2. wegen ihrer Seltenheit, Eigenart oder Schönheit.“

## Liste
Link zu einem Kartenansichtstool, um Koordinaten zu setzen.
| Bild                          | Bezeichnung                                      | Lage                                            | Beschreibung                                                                                            | Datum | Nummer  |
| ----------------------------- | ------------------------------------------------ | ----------------------------------------------- | --- | ----- | ------- |
| BW                            | Langes Holz an der Eichenwiese                   | Straßgräbchen (51° 21′ 34,8″ N, 14° 4′ 30,4″ O) | |       | KM010   |
| BW                            | Langes Holz am Hauptweg                          | Straßgräbchen (51° 21′ 43″ N, 14° 4′ 38,3″ O)   | |       | KM011   |
| BW                            | Saleskbach                                       | Großgrabe (51° 21′ 12,8″ N, 13° 59′ 58,2″ O)    | der Bachabschnitt des Saleskbachs um Schwanenteich und Langer Teich zwischen Grüngräbchen und Großgrabe |       | KM012   |
| BW                            | Dubraue                                          | Großgrabe (51° 21′ 14,1″ N, 14° 0′ 25,5″ O)     | |       | KM013   |
| BW                            | Langes Holz beim Forsthaus                       | Straßgräbchen (51° 21′ 28,4″ N, 14° 3′ 26,2″ O) | |       | KM014   |
| BW                            | Lugteich                                         | Großgrabe (51° 20′ 43,8″ N, 14° 0′ 13,1″ O)     | es handelt sich um den östlichen Uferbereich des Großen Lugteich                                        |       | KM020   |
| BW                            | Orchideenwiese am Scheckthaler Weg               | Zeißholz (51° 22′ 54,1″ N, 14° 9′ 30,2″ O)      | |       | KM176   |
| BW                            | Laubholzbestand Zeißholz                         | Zeißholz (51° 22′ 46,2″ N, 14° 8′ 21,5″ O)      | |       | KM181   |
| BW                            | Laubholzbestand Zeißholz                         | Zeißholz (51° 22′ 44,5″ N, 14° 8′ 17,2″ O)      | |       | KM181   |
| BW                            | Stieleiche am ehemaligen Wasserwerk              | Bernsdorf (51° 22′ 1″ N, 14° 4′ 57,6″ O)        | |       | B-094   |
| BW                            | 5 Stieleichen an der Rathausallee                | Bernsdorf (51° 22′ 30,4″ N, 14° 4′ 29″ O)       | |       | A/B-011 |
| mehr Fotos \| Fotos hochladen | Eichenallee Hoyerswerdaer Straße in Bernsdorf    | Bernsdorf (51° 22′ 44,1″ N, 14° 4′ 29,6″ O)     | |       | A/B-012 |
| mehr Fotos \| Fotos hochladen | Lindenallee Wiednitz                             | Wiednitz (51° 23′ 4,9″ N, 14° 1′ 55,1″ O)       | |       | A/B-014 |
| BW                            | 2 Eschen nordwestlich Stadtverwaltung Bernsdorf  | Bernsdorf (51° 22′ 30″ N, 14° 4′ 33,6″ O)       | |       | B-086   |
| Fotos hochladen               | Platane nördlich der Stadtverwaltung Bernsdorf   | Bernsdorf (51° 22′ 29,9″ N, 14° 4′ 35,3″ O)     | |       | B-087   |
| BW                            | Tulpenbaum im Park der Stadtverwaltung Bernsdorf | Bernsdorf (51° 22′ 28,3″ N, 14° 4′ 32,6″ O)     | |       | B-088   |